# Tosca
Tosca – opera w trzech aktach Giacoma Pucciniego z 1900 roku na podstawie sztuki La Tosca Victorena Sardou. Autorami włoskiego libretta są Luigi Illica i Giuseppe Giacosa. Jest chronologicznie drugą z trzech najbardziej znanych oper Pucciniego. Po podpisaniu kontraktu na adaptację z dramatopisarzem nastąpiła wymiana listów, po której Puccini zerwał umowę. Po kilku latach kompozytor powrócił do prac nad adaptacją.
Akcja rozgrywa się w Rzymie w czerwcu 1800 roku. Opera opisuje historię kochanków: malarza i śpiewaczki, którzy zostają wplątani w konflikt polityczny pomiędzy zbiegiem a prefektem policji. Do ważniejszych arii zalicza się E lucevan le stelle i Vissi d’arte.
Światowa prapremiera Toski odbyła się w Rzymie 14 stycznia 1900 roku w Teatro Costanzi pod dyrekcją Leopolda Mugnonego. Opera spotkała się z pozytywnym odbiorem u krytyków. Tosca jest jedną z najczęściej wystawianych oper na świecie i była wielokrotnie ekranizowana. Bohaterów na przestrzeni lat grali m.in. Anna Magnani, Tito Gobbi, Michel Simon, Rossano Brazzi i Angela Gheorghiu.

## Historia powstania dzieła
Francuski dramatopisarz Victorien Sardou napisał ponad 70 sztuk. Na początku lat 80. XIX wieku autor wszedł w wieloletnią współpracę z aktorką Sarah Bernhardt, dla której napisał kilka sztuk m.in. Fédora (1882), La Tosca (1887) czy Gismonda (1894). Ich trzecie wspólne dzieło, La Tosca, szybko stało się sukcesem i było wystawiane ponad 3000 razy w samej Francji.
Puccini widział sztukę przynajmniej trzykrotnie, w Mediolanie, Turynie i we Florencji. 7 maja 1889 roku napisał list do swojego wydawcy Giulia Ricordiego, prosząc go o zgodę Sardou na przekształcenie tego utworu w operę: „W tej Tosce widzę operę, której potrzebuję, bez przesadnych proporcji, bez wymyślnego spektaklu, nie będzie to wymagało nadmiernej ilości muzyki. W międzyczasie kompozytor szukał innych potencjalnych tematów na operę, w tym dramat Peleas i Melisanda Maeterlincka. W 1891 roku Illica odradził Pucciniemu adaptację Toski, najprawdopodobniej dlatego, że jego zdaniem sztuki nie dało się z powodzeniem zaadaptować do formy muzycznej. W tym samym roku Ricordi podpisał umowę z Sardou, a Illica rozpoczął prace nad librettem. Po podpisaniu kontraktu Sardou nie był pewny swojej decyzji. W serii listów wyraził niepokój z powodu powierzenia swojego najpopularniejszego dzieła stosunkowo nowemu kompozytorowi, którego muzyka nie podobała mu się, a jednocześnie poprosił o większe wynagrodzenie. Puccini obraził się i wycofał się z umowy. Swoją uwagę przeniósł na dwa kolejne dzieła Manon Lescaut (1893) i Cyganeria (1896).
W 1894 roku adaptacją sztuki zainteresował się inny włoski kompozytor Alberto Franchetti. Jesienią tego roku spotkał się z Illicą, Ricordim, Sardou, a także Giuseppe Verdim. Verdi stwierdził, że sam chętnie napisałby tę operę, gdyby nie był już na emeryturze. W maju 1895 roku Franchetti poddał się i przestał pracować nad librettem. Puccini ponownie zainteresował się Toską i po raz drugi podpisał kontrakt w sierpniu.
Sytuacja powrotu adaptacji do Pucciniego nie jest jasna. Jedna z wersji mówi, że Ricordi przekonał Franchettiego, że dzieło było zbyt gwałtowne, aby mogło zostać pomyślnie przeniesione do opery. Rodzina Franchettiego utrzymuje, że Franchetti zrzekł się prac jako gest dobrej woli, mówiąc: „On ma więcej talentu niż ja”. Amerykańska uczona Deborah Burton twierdzi, że Franchetti zrezygnował z tego tylko dlatego, że widział w niej niewiele wartości i nie czuł muzyki w sztuce.

### Libretto

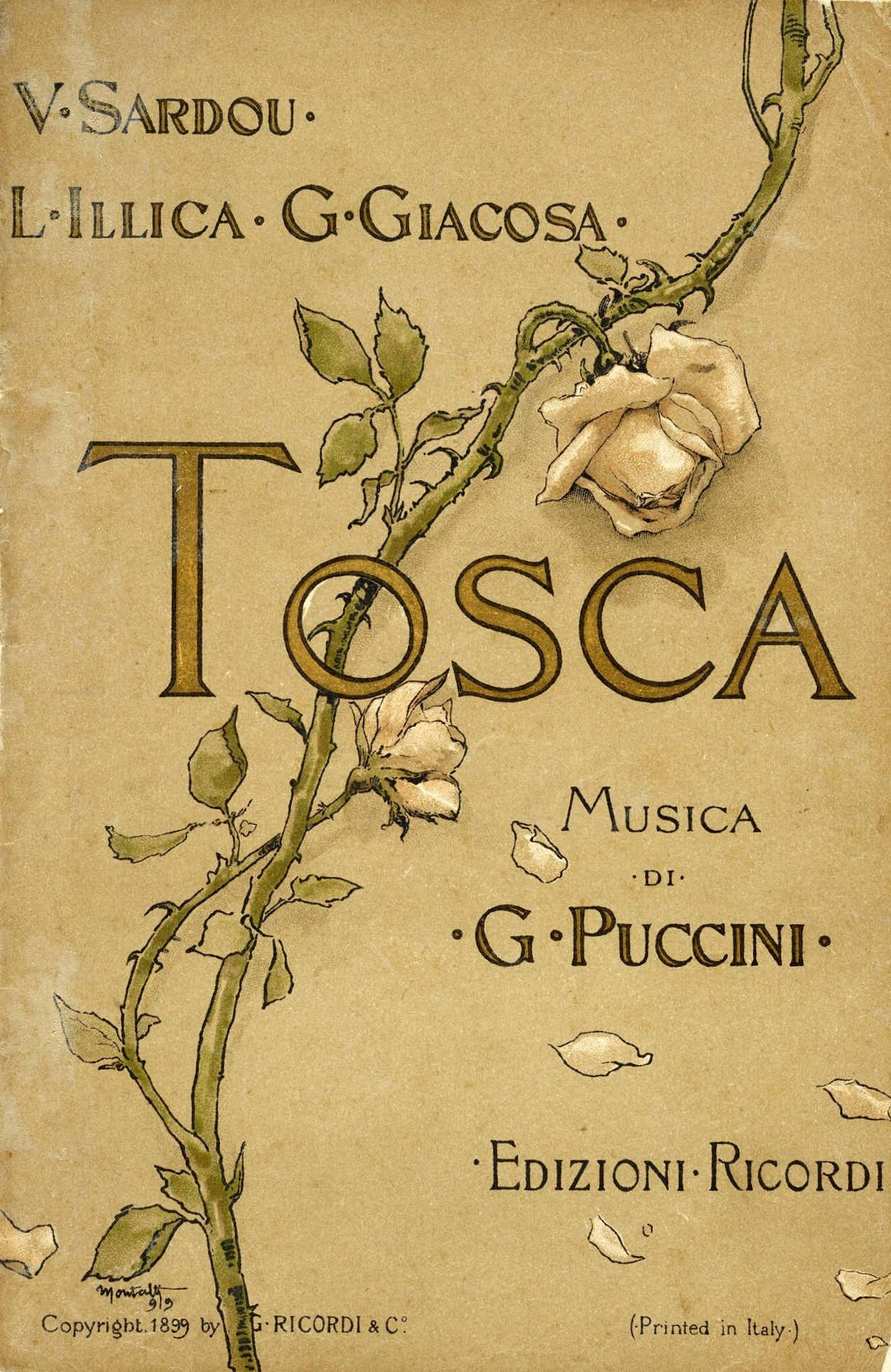
Okładka oryginalnego libretta

Najstarsza znana wersja libretta to fragment zapisany w formie faksymilu spisany przez Richarda Spechta opisany jako „fragment z pierwszej wersji libretta Toski”. Jest to jedyna zachowana część, reszta dzieła jest uznawana za zaginioną. Scena ta opisuje kwartet śpiewaków: Toscę, Cavaradossiego, oprawcę i Spolettę, podczas gdy Scarpia przygląda się im.
Jedna z pierwszych wersji libretta przez lata była uważana za zaginioną. Na konferencji „Tosca 2000” w Rzymie komisja ujawniła jedną z wcześniejszych wersji libretta. 112–stronnicowy zeszyt został odnaleziony w prywatnym archiwum rodziny Giacosa w Canavase. Zeszyt zawiera libretto, porady do inscenizacji oraz notatki autorów napisane na marginesach. Wersja ta względem ostatniej zawiera kilka znaczących różnic, głównie w akcie III. Tekst arii E lucevan le stelle był dłuższy, a śpiewak w porównaniu z wersją ostateczną napisał list do Toski.
Ostatnia scena, w której Tosca rzuca się z murów, wyglądała inaczej. Po tym jak Cavaradossi ginie od strzałów, Tosca obejmuje go, lecz nie akceptuje jego śmierci. W swoich myślach widzi ich siedzących razem w gondoli i uciekających z miasta, podczas gdy ktoś próbuje odebrać jej ukochanego. Z korespondencji kompozytora wiadomo, iż był zwolennikiem tej wersji, jednak Sardou stwierdził, że opera musi zakończyć się tak jak sztuka. Opisując ostatnią scenę, kompozytor określił ją jako „arię płaszczową”, moment w którym publiczność zaczyna się ubierać i szykuje do wyjścia. Chcąc to zmienić, upewnił się, że ostatni monolog głównej bohaterki jest krótki i nie przedłuża akcji na siłę.

### Muzyka

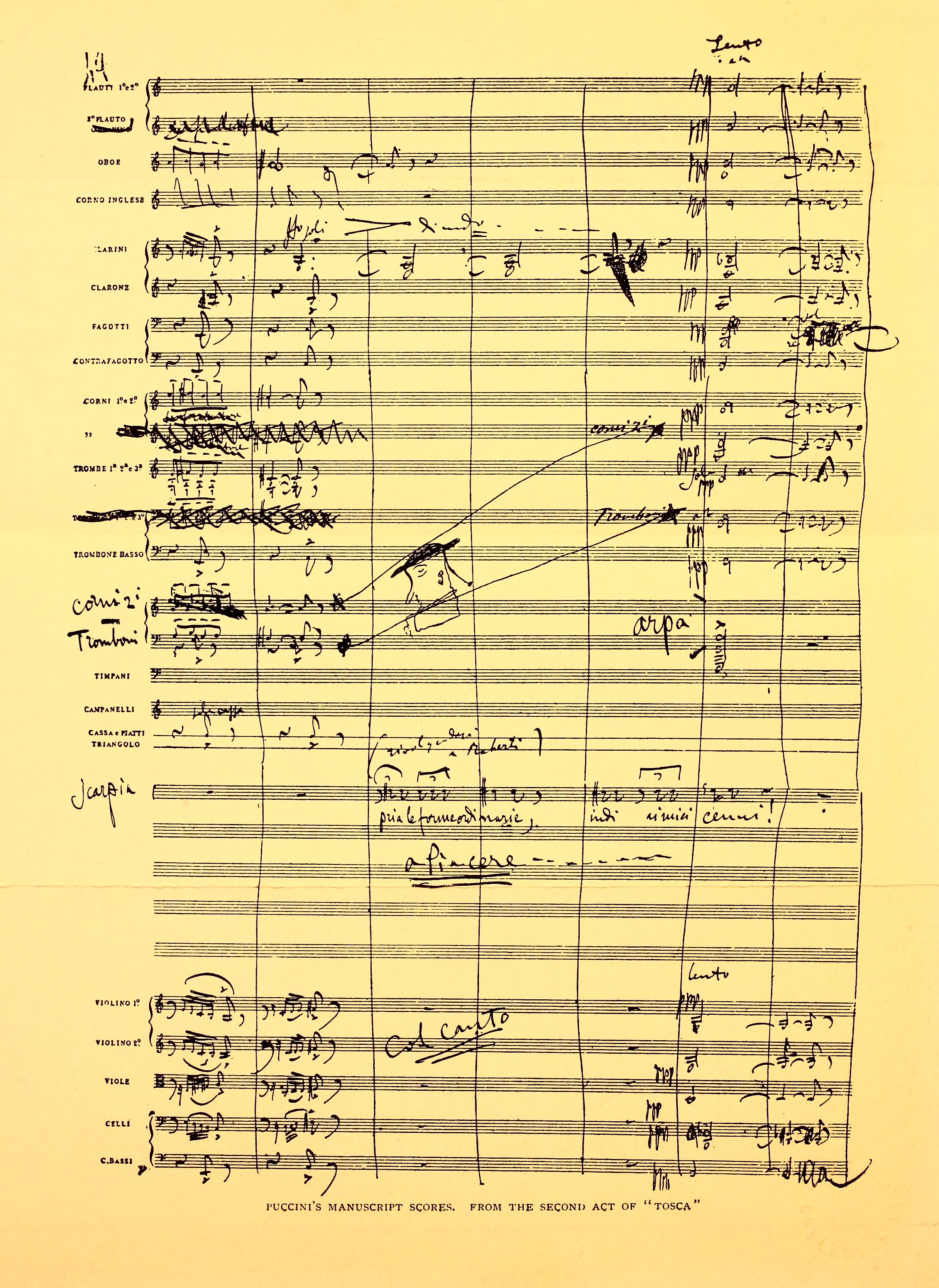
Partytura II aktu

W 1896 roku Puccini wydał swoją poprzednią operę Cyganeria, która szybko stała się popularna. W 1897 roku Puccini poświęcił głównie zarządzaniu kolejnym wykonaniom swojego ostatniego dzieła i niewiele pracował nad partyturą Toski. Prace nad nią rozpoczął dopiero w listopadzie tego roku. Opera nie ma uwertury. W zamian na samym początku występuje leitmotiv Scarpii i motyw uciekiniera przypisywany postaci Angelottiego. W całym utworze występuje około 60 leitmotivów; są one przypisane różnym postaciom i ważniejszym rekwizytom, takim jak koszyk w I akcie. Tosca jest dziełem przekomponowanym, kolejne arie rozpoczynają się i kończą bez widocznej przerwy. Toskę zalicza się do oper werystycznych.
Przynajmniej raz w każdym akcie postacie sceniczne słyszą muzykę w swoim świecie. W akcie I jest to modlitwa Te Deum, w akcie II Scarpia słyszy Toscę podczas swojej próby, a w III słychać śpiewającego pastuszka.
Pod koniec aktu I do kościoła wchodzi procesja śpiewająca wczesnochrześcijański hymn Te Deum. Życzeniem Pucciniego było dodanie modlitwy mówionej po cichu przed samym hymnem, chociaż sam wiedział, że prawdziwy hymn takiego wstępu nie ma. W tym celu zapytał listownie kilku znajomych związanych z kościołem o podesłanie kilku wersów, które mogą być użyte podczas mówienia po cichu. Ostatecznie w ocenie kompozytora, żadna z sugestii nie była wystarczająca. Puccini zdecydował się zrobić to sam, łącząc fragmenty tekstów z psalmów, doksologii i Księgi Rodzaju. Te Deum i późniejsza aria E lucevan le stelle uznawane są za muzyczne punkty kulminacyjne całej opery.
Kompozytor chciał, aby Tosca, której akcja toczy się w Stolicy Apostolskiej, zawierała autentyczne dźwięki dzwonów. W tym celu napisał listy do znajomych w Rzymie (Don Meluzzi, Don Pietro Panichelli) pytając o szczegóły, np. poprosił o dokładną tonację dzwonu w bazylice św. Piotra na Watykanie. Panichelli dostał zadanie sprawdzenia, które z pobliskich dzwonów kościelnych słychać z Zamku św. Anioła.
Puccini udał się do Zamku Świętego Anioła, aby zmierzyć dźwięk dzwonów jutrzniowych, tak jak byłyby słyszane z jego murów. Na potrzeby opery kompozytor zażyczył sobie specjalnych dzwonów użytych na początku aktu III, odlanych na zamówienie przez cztery różne odlewnie. Zabieg ten nie odniósł pożądanego skutku, jak napisał Illica do Ricordiego dzień po premierze, „wielkie zamieszanie i duża suma pieniędzy na dzwony stanowiły kolejną głupotę, gdyż przeszły zupełnie niezauważone”. Dzwony są źródłem kłopotów i wydatków dla zespołów operowych wykonujących Toskę do czasów współczesnych.
Partytura została ukończona 29 września 1899 roku. Ricordi, zadowolony z pierwszych dwóch aktów, miał zastrzeżenia do ostatniego. W październiku 1899 roku zdał sobie sprawę, że część muzyki do arii Cavaradossiego z trzeciego aktu O dolci mani została zapożyczona z materiału, który Puccini wyciął ze swojej wcześniejszej opery Edgar i zażądał zmian. Puccini bronił swojej muzyki jako wyrazu tego, co Cavaradossi musiał czuć w tamtym momencie, i zaproponował, że przyjedzie do Mediolanu, aby zagrać i zaśpiewać trzeci akt dla wydawcy. Ricordi był zachwycony ukończonym preludium III aktu, które otrzymał na początku listopada i złagodził swoje poglądy, choć wciąż nie był do końca zadowolony z muzyki wykorzystanej do arii. Czas do planowanej premiery w styczniu 1900 roku był zbyt krótki, aby wprowadzić jakiekolwiek dalsze zmiany.

### Zmiany względem sztuki

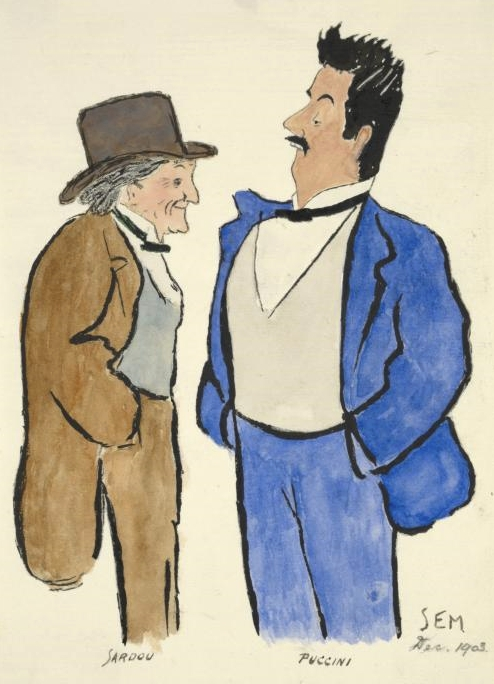
Karykatura Pucciniego i Sardou

La Tosca Victoriena Sardou to 5–aktowa sztuka z dokładnymi opisami postaci, lokalizacji i rekwizytów. Główne postacie zostały napisane dla francuskiego odbiorcy, postać Toski została stworzona z myślą o Sarze Bernhardt, a Cavaradossi urodził się w Paryżu. Libreciści podczas przerabiania tekstu na operę byli zmuszeni do wycięcia niektórych postaci i scen. W stosunku do opery Tosca jest ukazana jako mądrzejsza i bardziej nieobliczalna. Scarpia jest opisany jako sługus i pochlebca.
Sztuka Sardou zawiera dodatkowe sceny wyjaśniające różne wątki fabularne, w tym opis ucieczki Angelottiego i wyjaśnienie jak wydostał się z więzienia. Sam czas ucieczki także został zmieniony. W oryginale jest to wieczór kiedy uciekinier pozostaje niewidoczny. W operze zamieniono porę na południe. W sztuce uciekinier i malarz nie znają się. Libreciści w próbie skrócenia tekstu zmienili ich relację na starych znajomych. W akcie I opery Tosca wraca do kościoła, aby porozmawiać z kochankiem, czego brakuje w sztuce.
Osoba kościelnego u Sardou jest jedną z nielicznych postaci komicznych. Puccini zmienił postać na bardziej poważną. W oryginale zakrystian nazywał się Euzebiusz (wł. Eusebius), we wczesnej wersji libretta był opisany jako sprzątacz (wł. Lo scaccino), a ostatecznie jako kościelny. Scena przesłuchania i tortur w akcie IV sztuki (II opery) rozgrywa się bardziej adekwatnie w Zamku św. Anioła zamiast w rezydencji Scarpii. Aria E lucevan le stelle nie ma swojego odpowiednika w sztuce. Zamiast tego Cavaradossi śpi w oczekiwaniu na swój wyrok. W ostatniej scenie sztuki Tosca, płacząc za zmarłym kochankiem, wyjawia policji, że to ona zabiła ich przywódcę.

## Osoby
| Rola                                          | Głos    | Występujący podczas prapremiery, 14 stycznia 1900 (Dyrygent: Leopoldo Mugnone) |
| --------------------------------------------- | ------- | ------------------------------------------------------------------------------ |
| Floria Tosca, śpiewaczka                      | sopran  | Hariclea Darclée                                                               |
| Mario Cavaradossi, malarz, kochanek Toski     | tenor   | Emilio De Marchi                                                               |
| Baron Scarpia, prefekt policji rzymskiej      | baryton | Eugenio Giraldoni                                                              |
| Cesare Angelotti, uciekinier                  | bas     | Ruggero Galli                                                                  |
| Zakrystianin, pracownik kościoła św. Andrzeja | baryton | Ettore Borelli                                                                 |
| Spoletta, podwładny Scarpii                   | tenor   | Enrico Giordano                                                                |

## Treść

### Kontekst historyczny

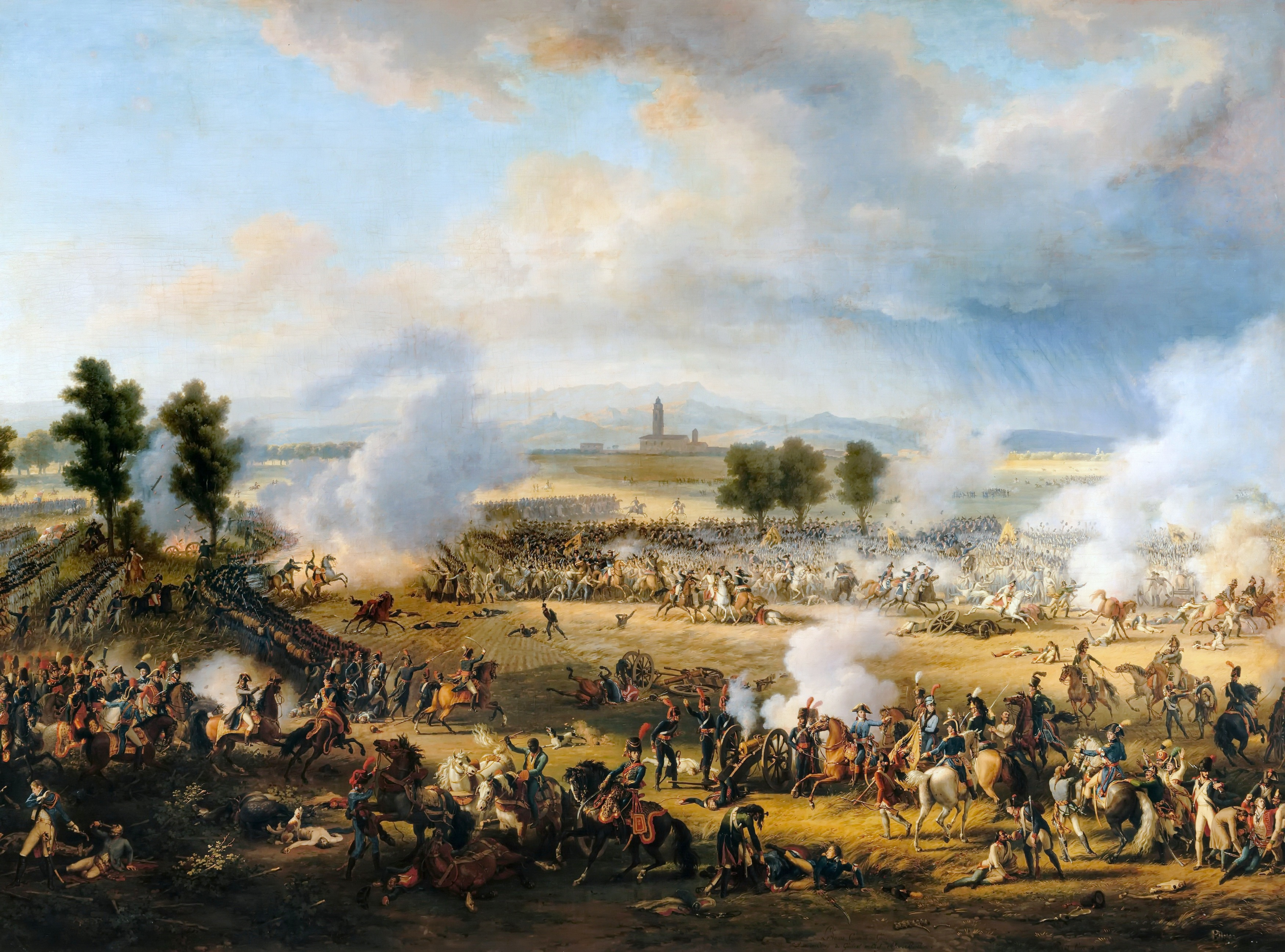
Bitwa pod Marengo, obraz Louis-François Lejeune, 1802

Według libretta akcja Toski ma miejsce w Rzymie w czerwcu 1800 roku. Sardou w swojej sztuce datuje ją dokładniej; La Tosca odbywa się po południu, wieczorem i wczesnym rankiem 17 i 18 czerwca 1800 roku.
Włochy od dawna były podzielone na kilka małych państw, a papież w Rzymie rządził Państwem Kościelnym w środkowych Włoszech. Po rewolucji francuskiej armia francuska pod dowództwem Napoleona najechała Włochy w 1796 roku, wchodząc do Rzymu bez większych walk 11 lutego 1798 roku i ustanawiając tam republikę. Papież Pius VI został wzięty do niewoli i zesłany na wygnanie 20 lutego 1798 roku (Pius VI umrze na wygnaniu w 1799 roku, a jego następca, Pius VII, wybrany w Wenecji 14 marca 1800 roku, wejdzie do Rzymu dopiero 3 lipca. Nie ma zatem ani papieża, ani rządu papieskiego w Rzymie w czasie przedstawionym w operze). Nową republiką rządziło siedmiu konsulów; w operze jest to urząd sprawowany niegdyś przez Angelottiego, którego postać może być wzorowana na rzeczywistym konsulu Liboriu Angeluccim. We wrześniu 1799 roku Francuzi, którzy bronili republiki, wycofali się z Rzymu. Gdy odeszli, wojska Królestwa Neapolu zajęły miasto.
W maju 1800 roku Napoleon, wówczas niekwestionowany przywódca Francji, ponownie przeniósł swoje wojska przez Alpy do Włoch. 14 czerwca jego armia spotkała siły austriackie w bitwie pod Marengo. Wojska austriackie początkowo odnosiły sukcesy; do południa opanowali pole bitwy. Ich dowódca, Michael von Melas, wysłał tę wiadomość na południe, w kierunku Rzymu. Jednak późnym popołudniem przybyły świeże wojska francuskie, a Napoleon zaatakował zmęczonych Austriaków. Gdy Melas wycofał się w nieładzie z resztkami swojej armii, wysłał drugiego kuriera na południe ze zmienioną wiadomością. Neapolitańczycy opuścili Rzym i miasto spędziło następne czternaście lat pod dominacją francuską.

### Akt I
Bazylika św. Andrzeja „della Valle”
Z Zamku św. Anioła ucieka do kościoła św. Andrzeja „della Valle” więzień Cesare Angelotti. W kościele tym jego siostra, markiza Attavanti, zostawia przebranie i klucz, potrzebne zbiegowi do ucieczki i znalezienia kryjówki. Kościelny wchodzi i zaczyna sprzątać. W międzyczasie w kościele pojawia się malarz i przyjaciel Angelottiego, Mario Cavaradossi, który maluje dla kościoła obraz Marii Magdaleny, która przypomina hrabinę Attavanti. Artysta jest zakochany w słynnej śpiewaczce Tosce (aria Recondita armonia). Angelotti rozpoznaje swojego przyjaciela ufając, że z jego pomocą ucieknie. Mario nie wahając się obiecuje mu pomóc. Kiedy w oddali słychać głos nadchodzącej Toski, malarz przekazuje zbiegowi swój koszyk z jedzeniem, po czym Angelotti chowa się w kaplicy. Do kościoła wchodzi Tosca, widząc zaskoczenie kochanka, posądza go o zdradę, ale malarz przekonuje ją, że jest w błędzie. Odprawia ją czym prędzej i umawia się z nią na wieczór. Dźwięk wystrzału z armaty zapowiada zauważenie ucieczki Angelottiego. Cavaradossi postanawia ukryć przyjaciela w nieczynnej studni w ogrodzie swojej willi za miastem, po czym razem z Angelottim wymykają się z kościoła.
Do kościoła przybywa baron Scarpia, prefekt policji rzymskiej. Przeszukuje budynek w celu znalezienia dowodów na pobytu zbiega. Jego ludzie znajdują jedynie wachlarz z herbem Attavanti. Pokazuje go Tosce, która ponownie pojawiła się w kościele. Scarpia sugeruje jej, że Attavanti spotyka się na schadzkach miłosnych z Cavaradossim. Ma w tym dwa cele: rozbić związek Toski, której pożąda, oraz znaleźć Angelottiego. Kiedy zazdrosna Tosca wychodzi z kościoła, by rozmówić się z narzeczonym w jego willi, Scarpia rozkazuje swojemu agentowi Spoleccie ją śledzić. Po jej wyjściu w kościele odbywa się nabożeństwo dziękczynne Te Deum po, jak sądzą Rzymianie, przegranej Napoleona w bitwie pod Marengo. Scarpia ujawnia swoje plany zdobycia Toski i egzekucji Cavaradossiego.

### Akt II
mieszkanie Scarpii, Palazzo Farnese
Baron Scarpia w swoim pałacu przesłuchuje pojmanego wcześniej Cavaradossiego. Kiedy ten zaprzecza, że pomógł w ukryciu Angelottiego, Scarpia nakazuje go torturować. Wzywa Toscę, tak aby słyszała ból ukochanego. Śpiewaczka, nie mogąc znieść świadomości jego cierpienia, zdradza miejsce ukrycia Angelottiego. Cavaradossi czuje się zdradzony i przeklina Toscę. W międzyczasie Sciarrone, jeden z ludzi Scarpii przynosi wiadomość o zwycięstwie Napoleona. Więzień, oczarowany tą wiadomością, śpiewa podniosłą pieśń na cześć wolności, wskutek czego ściąga na siebie wyrok śmierci i zostaje zawleczony do lochów.
Scarpia proponuje Tosce układ: życie Cavaradossiego w zamian za jej cnotę. Zrozpaczona Tosca, nie wiedząc co ma zrobić pyta się Boga czemu na to zasłużyła (aria Vissi d’arte). Spoletta wraca ze swojej misji z informacją o Angelottim, który popełnił samobójstwo widząc, że został odnaleziony. Mimo wstydu i pełnej świadomości, Tosca zgadza się na warunki. Scarpia wydaje rozkaz pozorowanej egzekucji, po czym wypisuje przepustkę na wyjazd z Rzymu. Tosca w tym czasie znajduje nóż na stole. W momencie gdy Scarpia obejmuje śpiewaczkę, ona atakuje go nożem. Upewniając się, że nie żyje, zabiera mu przepustkę. Kładzie obok ciała Scarpii świece, na torsie umieszcza krucyfiks, a następnie wybiega z pomieszczenia.

### Akt III
Zamek Świętego Anioła

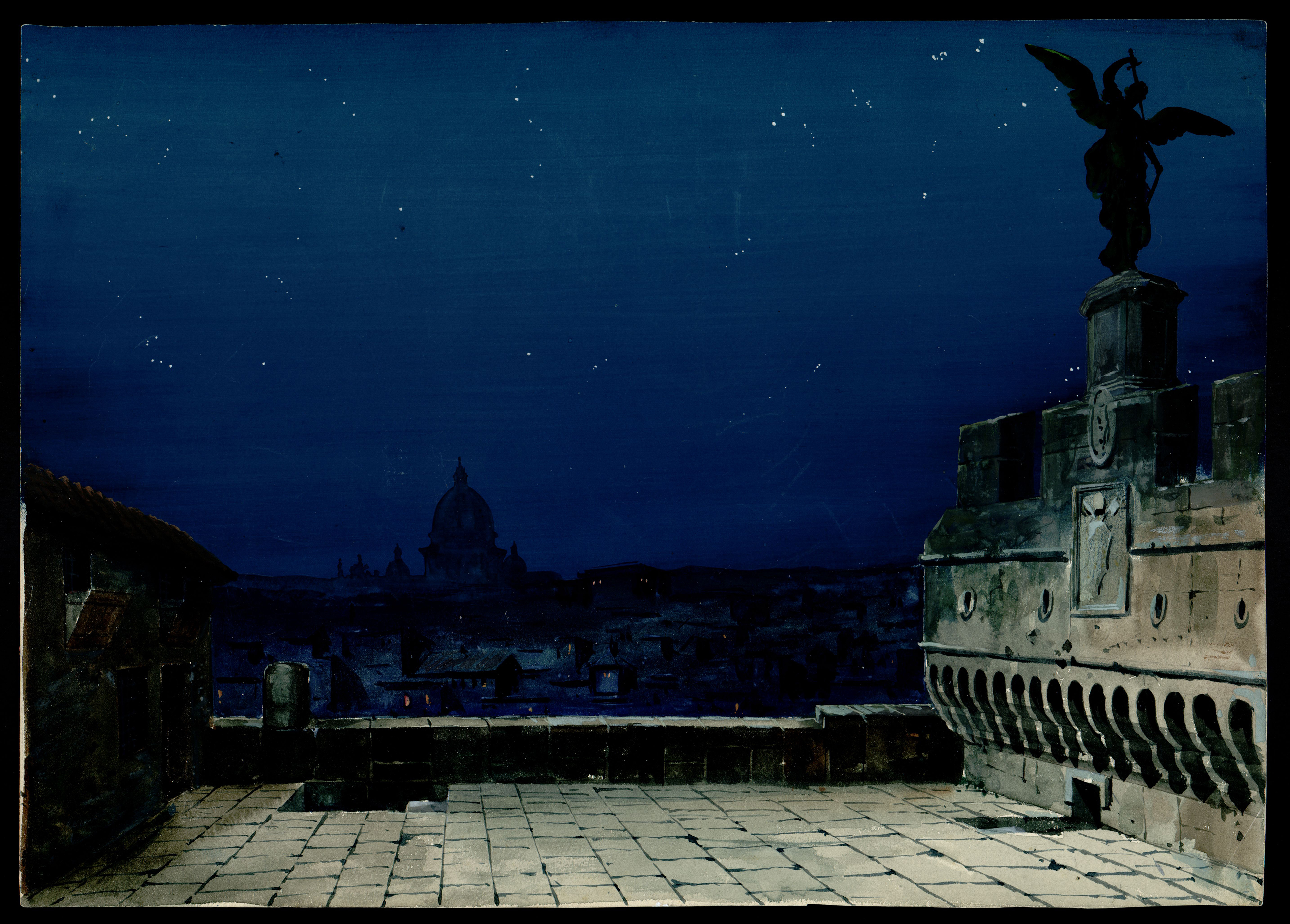
Projekt lokacji w III akcie, 1896

W tle słychać pastuszka śpiewającego poranną modlitwę. Na tarasie Zamku św. Anioła trwa przygotowanie do egzekucji. Zbliża się świt. Cavaradossi dostaje możliwość ostatniej rozmowy z duchownym, jednak rezygnuje z niej. Ostatnim życzeniem Maria przed śmiercią jest napisanie listu do ukochanej. Przekupuje strażnika oddając mu swój pierścień w zamian za dostarczenie listu. Próbując napisać cokolwiek, nadmiar myśli o Tosce nie pozwala mu pisać (aria E lucevan le stelle). Nadbiega Tosca z rozkazem dla dowódcy. Sądzi, że po pozorowanej egzekucji razem wyjadą z Rzymu. W żartobliwym tonie poucza kochanka jak ma się zachować (duet O dolci mani). Więzień zostaje wyprowadzony na zewnątrz, a grupa strzelców oddaje strzały. Cavaradossi upada nie dając oznak życia. Gdy straż odchodzi Tosca podchodzi do ukochanego. Odkrywa, że Scarpia zdradził ją i Mario nie żyje. W tym momencie słychać straż, która dowiedziała się o śmierci Scarpii. Kiedy żołnierze zbliżają się, Tosca wstaje, wyrywa się im i podbiega do gzymsu. Mówi „Scarpia, spotkamy się przed obliczem Boga” i skacze w przepaść.

## Losy sceniczne

### Premiera
W grudniu 1899 miały miejsce próby sceniczne Toski w Teatro Costanzi. Ze względu na miejsce akcji opery Ricordi zaaranżował premierę w Rzymie, chociaż oznaczało to, że Arturo Toscanini nie mógł przeprowadzić jej zgodnie z planem Pucciniego w mediolańskiej La Scali. Do dyrygowania wyznaczono Leopolda Mugnonego. W główną rolę wcieliła się Hariclea Darclée; Eugenio Giraldoni, którego ojciec stworzył wiele ról Verdiego, został pierwszym Scarpią. Młody Enrico Caruso miał nadzieję stworzyć rolę Cavaradossiego, ale został pominięty na rzecz bardziej doświadczonego Emilio De Marchi.
W czasie premiery Włochy przeżywały niepokój polityczny i społeczny. Rozpoczęcie roku świętego w grudniu 1899 roku przyciągnęło do miasta zakonników, ale przyniosło też groźby ze strony anarchistów i innych antyklerykałów. Policja otrzymała ostrzeżenia o możliwym zamachu w teatrze i poinstruowała Mugnonego (który przeżył zamach w Barcelonie), że w trudnej sytuacji ma zagrać ówczesny hymn państwowy Marcia Reale. Zamieszki spowodowały, że premiera została przesunięta o jeden dzień, na 14 stycznia.
Prapremiera opery Pucciniego była wydarzeniem narodowym. Przybyło wielu dygnitarzy rzymskich, a także królowa Włoch Małgorzata Sabaudzka, choć przybyła późno, już po pierwszym akcie. Obecny był premier Włoch Luigi Pelloux wraz z kilkoma członkami swojego gabinetu. Było tam także kilku operowych rywali Pucciniego, m.in. Alberto Franchetti, Pietro Mascagni, Francesco Cilea i Ildebrando Pizzetti. Niedługo po podniesieniu kurtyny na tyłach teatru nastąpiło zamieszanie spowodowane próbami wejścia osób spóźnionych. Kiedy ktoś krzyknął „Opuść kurtynę!”, Mugnone zdecydował się zatrzymać orkiestrę. Kilka chwil później opera rozpoczęła się ponownie i przebiegła bez dalszych zakłóceń.
Występ, choć nie był tak dobry jakby tego chciał Puccini, był ogólnie udany, a kilka utworów doczekało się bisu. Większość krytycznych i prasowych reakcji była umiarkowanie pozytywna, często obwiniając libretto Illici. W odpowiedzi Illica potępił Pucciniego za traktowanie swoich librecistów „jak pomocników scenicznych” i zredukowanie tekstu do cienia jego pierwotnej formy. Niemniej jednak wszelkie publiczne wątpliwości dotyczące Toski wkrótce zniknęły; po premierze odbyło się dwadzieścia przedstawień, wszystkie w wypełnionych operach.

### Dalsze losy
Premiera mediolańska w La Scali odbyła się pod dyrekcją Toscaniniego 17 marca 1900 roku. Darclée i Giraldoni powtórzyli swoje role; tenor Giuseppe Borgatti zastąpił De Marchiego jako Cavaradossi. Opera odniosła wielki sukces i była grana przy pełnych salach. Puccini pojechał do Londynu na brytyjską premierę w Royal Opera House w Covent Garden 12 lipca z Milką Trniną i Fernando De Lucią w roli kochanków i Antonio Scottim jako Scarpią. Puccini napisał, że Tosca była „całkowitym triumfem”, a londyński przedstawiciel Ricordiego szybko podpisał kontrakt na zabranie Toski do Nowego Jorku. Premiera w Metropolitan Opera odbyła się 4 lutego 1901 roku, kiedy to Giuseppe Cremonini zastąpił De Lucię, co było jedyną zmianą w stosunku do obsady londyńskiej. Podczas francuskiej premiery w Opéra-Comique 13 października 1903 roku 72-letni Sardou przejął zarządzanie operą. Puccini był zachwycony przyjęciem dzieła przez publiczność w Paryżu, ;pomimo negatywnych komentarzy krytyków. Polska premiera miała miejsce we Lwowie w 1903 roku. Opera miała następnie premierę w różnych miejscach w całej Europie, obu Amerykach, Australii i na Dalekim Wschodzie.
Wcześni śpiewacy wcielający się w postać Cavaradossiego grali rolę tak, jakby malarz wierzył, że zostanie ułaskawiony i przeżyje udawaną egzekucję. Beniamino Gigli, który wcielił się w tę rolę wielokrotnie w swojej czterdziestoletniej karierze operowej, jako jeden z pierwszych zakładał, że malarz wie lub mocno podejrzewa, że zostanie rozstrzelany. Gigli napisał w swojej autobiografii: „[Cavaradossi] jest pewien, że są to ich ostatnie chwile razem na ziemi i że niedługo umrze”. Domingo, dominujący Cavaradossi lat 70. i 80., zgodził się, stwierdzając w wywiadzie z 1985 roku, że od dawna grał tę rolę w ten sposób. Gobbi, który w późniejszych latach często reżyserował operę, skomentował: „W przeciwieństwie do Florii, Cavaradossi wie, że Scarpia nigdy się nie poddaje, choć udaje, że wierzy, aby opóźnić ból Toski”.
W 1920 roku wykonawca sceniczny Al Jolson wraz z Buddym DeSylvą i Vincentem Rose napisali piosenkę pop „Avalon” o mieście o tej samej nazwie na wyspie Santa Catalina. W następnym roku Giulio Ricordi, wydawca oper Pucciniego, pozwał wszystkie strony związane z piosenką, argumentując, że melodia została zaczerpnięta z „E lucevan le stelle”. Puccini i jego wydawca zwyciężyli w sprawie i otrzymali 25 tysięcy dolarów odszkodowania i wszystkie przyszłe tantiemy za piosenkę.

### Odbiór
Australijski krytyk muzyczny Charles Osborne przypisuje ogromną popularność opery wśród publiczności jej melodramatycznej fabule, która w jego ocenie jest efektywna. Daje ona możliwość jej trzem głównym postaciom, by zabłysnąć wokalnie i dramatycznie, a także zawiera dwie wspaniałe arie „Vissi d’arte” i „E lucevan le stelle”.
Zdaniem Piotra Kamińskiego Puccini jest ostatnim wielkim twórcą opery popularnej, a Tosca jest jedną z ostatnich oper które odniosły wielki sukces kończąc XIX stulecie, określanym często jako złoty wiek opery. Tosca ze swoją napiętą akcją, realizmem i melodramatycznymi efektami jest punktem zwrotnym i przygotowuje widza na dominację kinematografii.
Amerykański muzykolog Joseph Kerman określił Toskę „szemraną szmirką”, a jej partyturę nazwał „kawiarnianym banałem”. Negatywnie ocenił III akt, w szczególności scenę skoku Toski, w której „Tosca skacze, a orkiestra ryczy pierwszą rzecz, jaka jej wpadła do głowy E lucevan le stelle”. Użycie motywu Cavaradossiego już po jego śmierci jest częstym tematem prac naukowych.
Tosca jest jedną z najczęściej wystawianych oper w historii. Często jest określana jako jedna z trzech obok Cyganerii i Madame Butterfly najpopularniejszych oper Pucciniego. W latach 2009–2014 była wystawiana ponad 500 razy co czyni ją 5. najczęściej graną operą.

## Nagrania i adaptacje filmowe
Operę nagrano przynajmniej 250 razy. Pierwsze z nich wykonano w 1918 roku, gdzie dyrygentem był Carlo Sabajno, a w rolę Cavaradossiego wcielił się Carlo Broccardi. Rok później Sabajno ponownie nagrał dzieło, tym razem wystąpili Valentina Bartolomasi i Attilio Salvaneschi. W 1938 roku brytyjski sklep muzyczny HMV wydało kolejną wersję nagrania. Udział wzięli dyrygent Oliviero De Fabritiis i śpiewacy Beniamino Gigli i Maria Caniglia.
Po II wojnie światowej powrócono do wystawiania i nagrywania oper. Ten okres zdominowała grecka sopran Maria Callas, wykonując tytułową rolę w latach 1942–1965. Victor de Sabata razem z Callas nagrał Toskę na niedawno wynalezionej płycie długogrającej. Nagranie to przez lata uznawane było za najlepsze ze wszystkich zapisów opery. Austriacki kompozytor Herbert von Karajan nagrał swoją wersję w Operze Wiedeńskiej w 1963 roku. W rolach głównych wystąpili Leontyne Price, Giuseppe Di Stefano i Giuseppe Taddei.
W latach 1972–1994 wielokrotnie w tej roli występował Plácido Domingo. W 1976 roku razem z synem brał udział w ekranizacji opery. Syn, Domingo Jr., wystąpił w roli pastuszka w III akcie. Poza oryginalnym włoskim libretto, dzieło zostało przetłumaczone na inne języki w tym francuski, niemiecki, hiszpański, węgierski i rosyjski.
Istnieje wiele ekranizacji opery zarówno w wersji kinowej, jak i telewizyjnej. Kilka lat po prapremierze powstało kilka adaptacji niemych, w tym film z 1908 roku z Sarą Bernhardt i Lucienem Guitrym (reż. André Calmettes).
W okresie II wojny światowej próbą ekranizacji zajął się francuski reżyser Jean Renoir. Wojna zmusiła go do zmiany planów i film dokończył Carl Koch. W filmie zagrali Imperio Argentina – Tosca, Michel Simon – Scarpia, Rossano Brazzi – Cavaradossi. Włoski filmowiec Carmine Gallone adaptował Toskę dwukrotnie. Pierwszy raz w 1946 roku jako Przed nim drżał cały Rzym! (Anna Magnani, Tito Gobbi). Druga wersja została wydana w 1956 roku (Franca Duval, Franco Corelli).
W 2001 roku miał premierę film Tosca w którym zagrali: Angela Gheorghiu – Tosca, Roberto Alagna – Cavaradossi, Ruggero Raimondi – Scarpia.

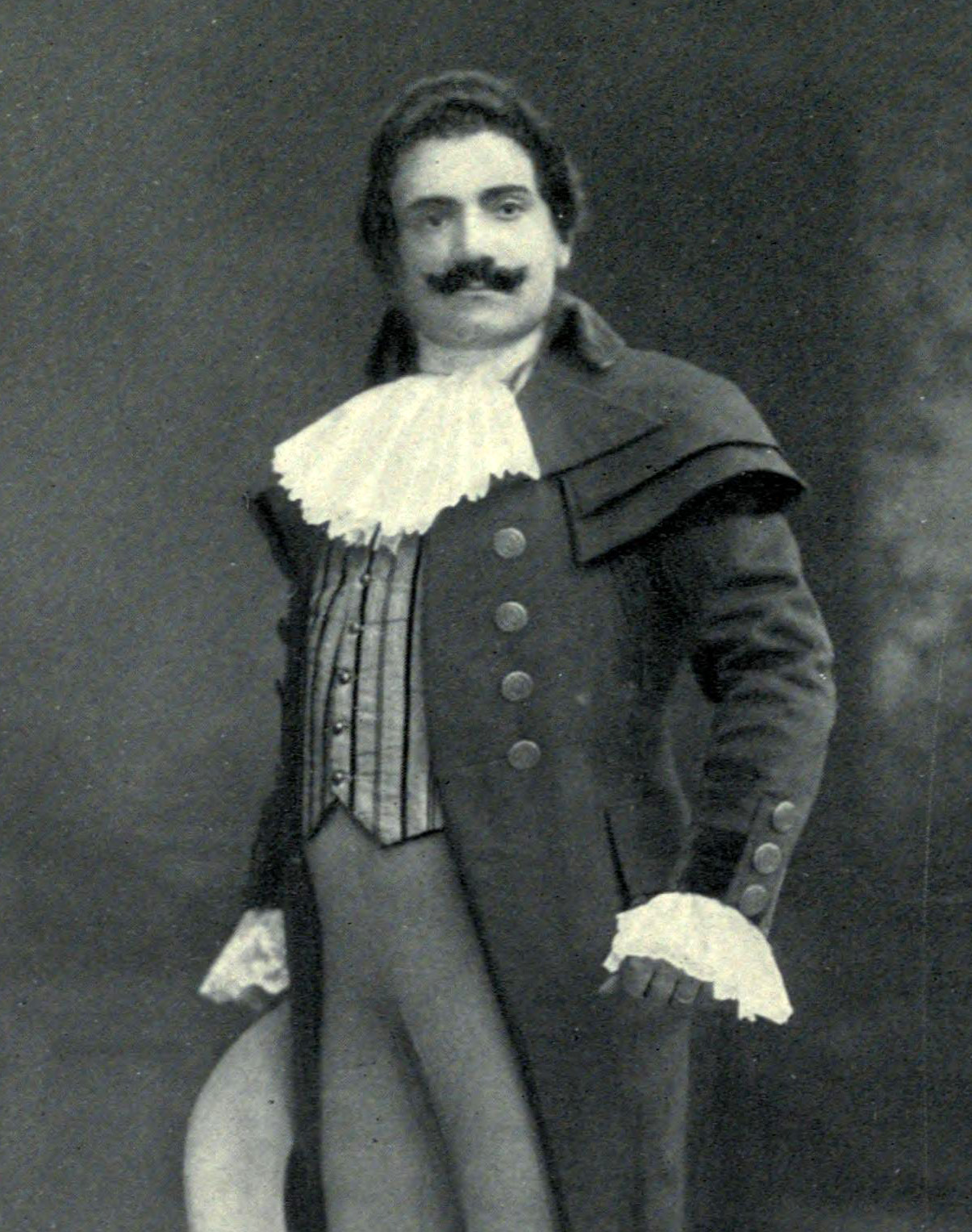
Enrico Caruso jako Cavaradossi
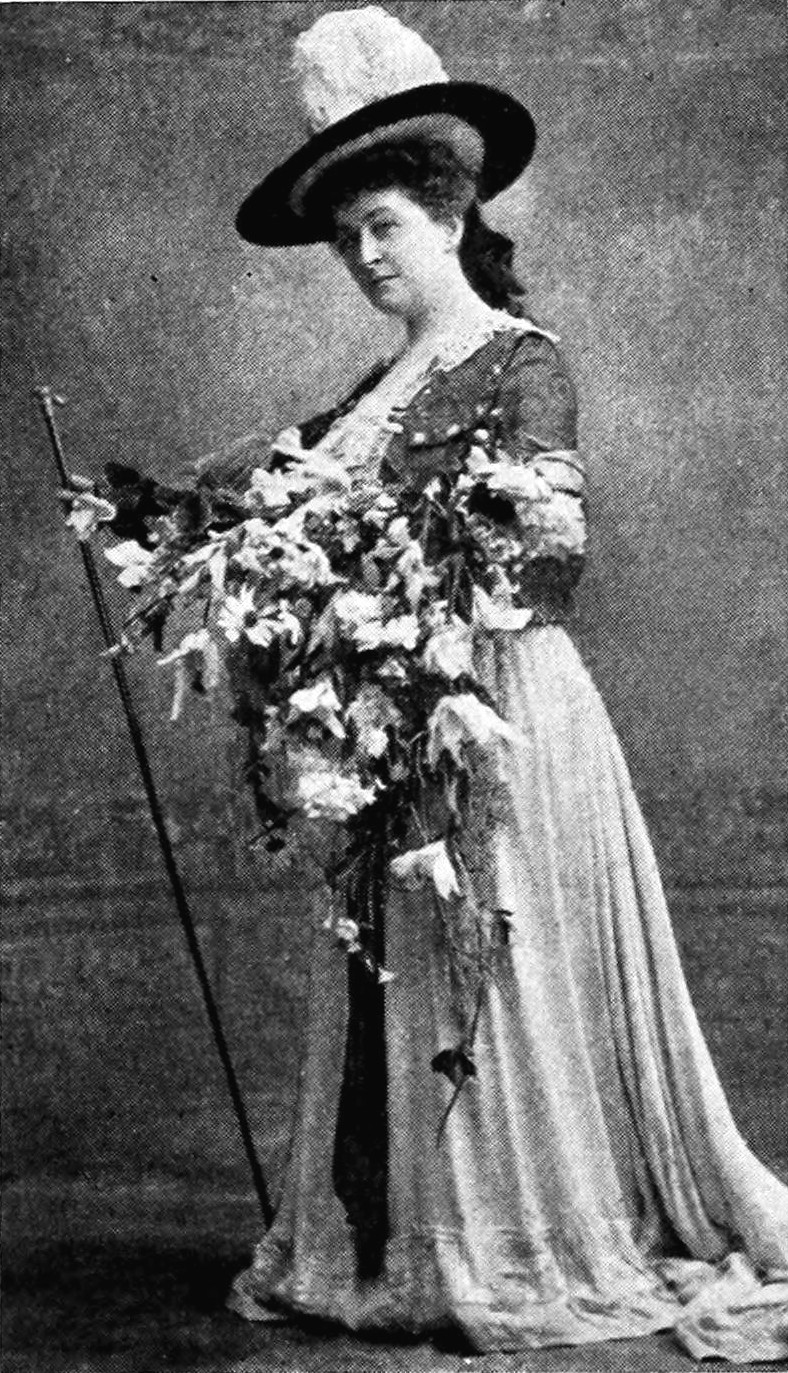
Emma Eames jako Tosca
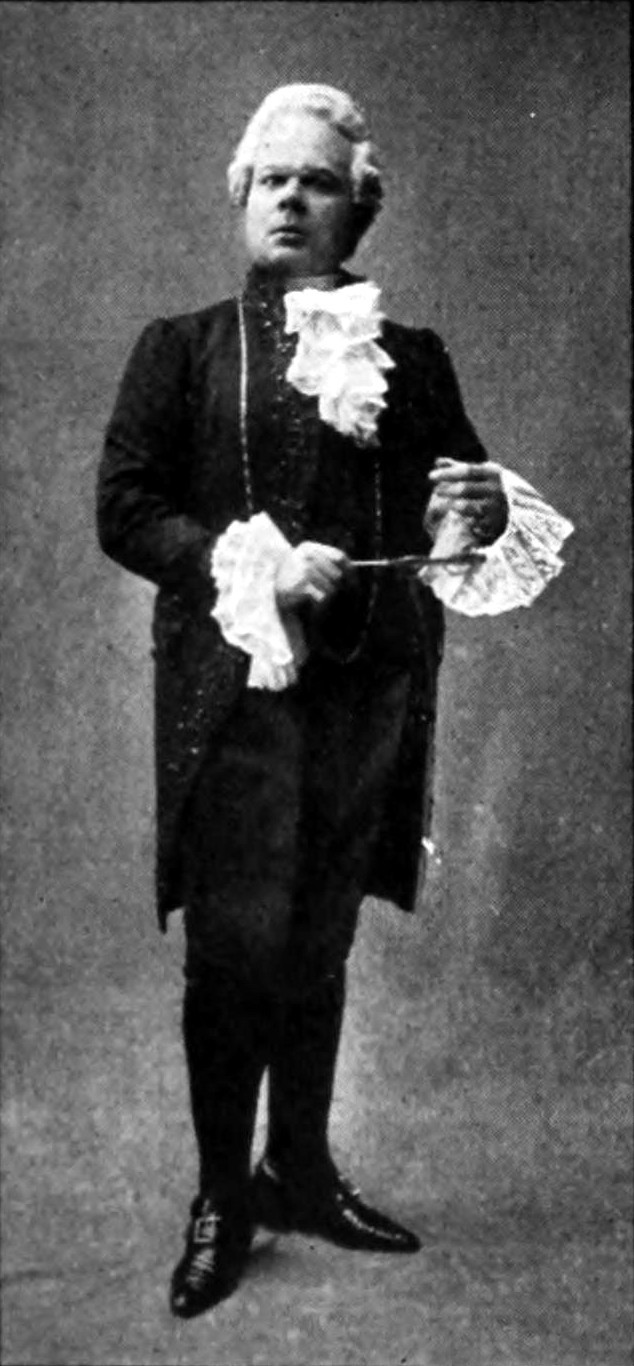
Mario Sammarco jako Scarpia